# Jean-Marie Lukunji Kikuni
Jean-Marie Lukunji Kikuni, est un homme politique de la république démocratique du Congo. Il est ministre de la Culture et des Arts au sein du gouvernement Ilunga.